# Port-Vendres

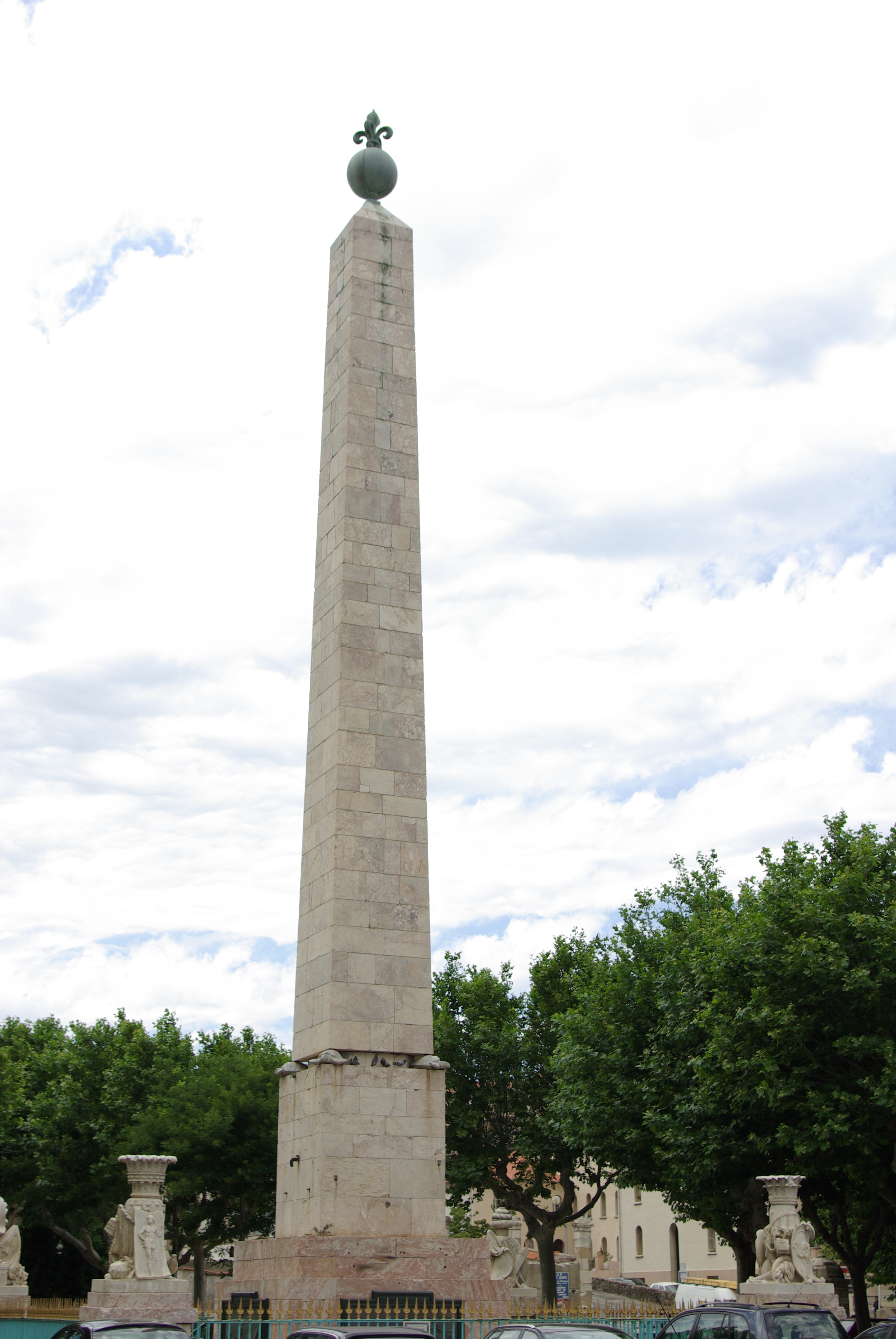
Obelisk của Port-Vendres.

Port-Vendres (tiếng Catalunya: Portvendres) là một xã ở tỉnh Pyrénées-Orientales trong vùng Occitanie, phía nam nước Pháp. Xã này nằm ở khu vực có độ cao trung bình 23 mét trên mực nước biển.
Khu vực này có cảng cá bên Địa Trung Hải, gần biên giới Tây Ban Nha ở tây nam nước Pháp. Xã nổi tiếng với các nhà hàng hải sản